# Гвоздовер, Елиазар Давидович
Елизар Давидович Гвоздовер (30 сентября 1914, Москва — 8 февраля 1938, Коммунарка) — инженер-технолог, аспирант Московского химико-технологического института имени Д. И. Менделеева, тренер по легкой атлетике спортобщества «Рот Фронт», четырёхкратный чемпион СССР по лёгкой атлетике (1936, 1937).

## Биография
Родился 30 сентября 1914 года в Москве в семье инженера, выпускника Мюнхенской Высшей технической школы Давида Лазаревича Гвоздовера и домохозяйки Сарры Мироновны Гвоздовер.
Выпускник технологического факультета Московского химико-технологического института имени Д. И. Менделеева по специальности технология полимерных материалов (1937). Вместе с менделеевкой Натальей Петуховой защищал цвета спортивного общества «Спартак».
Невысокий и худощавый на фоне мускулистых одноклубников братьев Знаменскими, нередко опережал их на беговой дорожке. Имел высокую частоту шагов. Работал тренером спортивного общества «Рот фронт». Обладатель нескольких рекордов СССР[уточнить] по лёгкой атлетике. Чемпион СССР по лёгкой атлетике в беге на 1500 м и шведской эстафете (1-й этап — 800 м) (1936).
На чемпионате СССР по лёгкой атлетике 1937 года в составе команды московского «Спартака» стал победителем в эстафете 4x1500 м. Чемпион СССР по лёгкой атлетике в беге на 1500 м (1936, 1937).

## Семья
- Сёстры:
  - Марианна Гвоздовер (1917—2004) — известный советский археолог и антрополог.
  - Фрида Гвоздовер (1921—2010) — врач.
- Брат — Самсон Гвоздовер (1907—1969) — советский физик, доктор физико-математических наук (1939), профессор физического факультета МГУ (с 1947).

## Место жительства
Проживал в Москве: Петровско-Разумовская аллея, д.14, кв.2.

## Арест и реабилитация
Арестован 4 ноября 1937 года 4-м отделением УГБ УНКВД МО по обвинению в участии в контрреволюционной террористической организации. Приговорён ВКВС СССР 8 февраля 1938 года к высшей мере наказания. Расстрелян и похоронен на «Коммунарке» (Московская область) 8 февраля 1938. Реабилитирован Военной коллегией Верховного суда СССР 9 июня 1956.

## Результаты

### Первенства страны
| Год  | Город  | Дата          | Дистанция                           | Результат   | Место |
| ---- | ------ | ------------- | ----------------------------------- | ----------- | ----- |
| 1936 | Москва | 18—24 августа | 1500 м                              | 4.04,7      | I     |
| 1936 | Москва | 18—24 августа | Шведская эстафета 800+400+200+100 м | 3.24,2      | I     |
| 1937 | Москва | 20—24 августа | 1500 м                              | 4.01,6      | I     |
| 1937 | Москва | 24 августа    | 4×1500 м                            | 16.50,6 NR* | I     |

### Всесоюзный рекорд
| Дистанция | Результат | Город  | Дата       |
| --------- | --------- | ------ | ---------- |
| 4×1500 м  | 16.50,6   | Москва | 24 августа |